# اوج گرفتن و فرود آمدن همه‌چیز
اوج گرفتن و فرود آمدن همه‌چیز (به انگلیسی: The Take Off and Landing of Everything)، هفتمین آلبوم استودیوییِ گروه راکِ البو است که در سال ۲۰۱۴ عرضه شد. 